# 詹姆斯·威利特
詹姆斯·威利特（英語：James Willett，1995年12月23日—）生于维多利亚州亚勒旺加，是一名澳大利亚男子射击运动员，主攻飞碟射击。威利特于12岁时在学校接触这项运动，一年之后，他开始参加射击比赛。2014年，他师从前奥运冠军拉塞尔·马克，并在马克的建议下专攻双不定向飞靶项目。2016年，他参加里约奥运，在双不定向飞靶项目上获得第5名。由于2020年东京奥运不再设立双不定向飞靶项目，他再次转项，专攻不定向飞靶项目。